# 1re série 1945/46
Die Saison 1945/46 war die 26. Spielzeit der 1re série, der höchsten französischen Eishockeyspielklasse. Meister wurde zum insgesamt elften Mal in der Vereinsgeschichte der Chamonix Hockey Club.

## Modus
In der Hauptrunde absolvierte jede der drei Mannschaften insgesamt zwei Spiele. Der Erstplatzierte der Hauptrunde wurde Meister. Für einen Sieg erhielt jede Mannschaft zwei Punkte, bei einem Unentschieden gab es ein Punkt und bei einer Niederlage null Punkte.

## Hauptrunde

### Tabelle
|    | Klub                 | Sp | S | U | N | T  | GT | Punkte |
| -- | -------------------- | -- | - | - | - | -- | -- | ------ |
| 1. | Chamonix Hockey Club | 2  | 2 | 0 | 0 | 10 | 2  | 4      |
| 2. | Français Volants     | 2  | 1 | 0 | 1 | 5  | 3  | 2      |
| 3. | CSG Paris            | 2  | 0 | 0 | 2 | 2  | 12 | 0      |

Sp = Spiele, S = Siege, U = Unentschieden, N = Niederlagen